# Pí đôi
Pí đôi là một nhạc cụ phổ biến trong cộng đồng người Thái đang sinh sống ở Việt Nam.
Pí đôi gồm 2 chiếc pí pặp nối song song.
Hai chiếc pí này có kích thước bằng nhau, cùng được định âm. Người ta chỉ dùng các lỗ bấm của một ống để tạo ra giai điệu khi thổi, còn ống thứ hai giữ nhiệm vụ phát ra bè rền trì tục (ostinato) dù có đủ các lỗ bấm (không bấm vào các lỗ này). Do đó ống phát giai điệu sẽ có âm thanh vang và trong, ống bè nên rè và giòn.
Pí đôi là nhạc cụ dành riêng cho nam giới, có thể chơi giai điệu hoặc đệm hát.